# Élections territoriales néo-calédoniennes de 1967
Les élections territoriales de 1967 eurent lieu le 9 juillet pour renouveler l'Assemblée territoriale de la Nouvelle-Calédonie, dont le mandat de cinq ans, précédemment renouvelé le 15 avril 1962, arrivait à son terme.

## Contexte
Ces élections territoriales sont les premières à se dérouler depuis le lancement de la politique de « recentralisation gaullienne » (retour vers l'État de compétences qui avaient été concédées à la Nouvelle-Calédonie et limitation de l'autonomie qui avait été accordée par la loi-cadre Defferre de 1956). Tout particulièrement, la loi statutaire du 23 décembre 1963 dite « loi Jacquinot » (du nom du ministre des DOM-TOM de l'époque, Louis Jacquinot), qui enlève tout pouvoir réel au conseil de gouvernement en le réduisant à un simple rôle consultatif aux côtés du gouverneur, reconnu comme « chef du Territoire » et qui le préside, ou en supprimant la charge de « vice-président du conseil de gouvernement » (qui était de fait, depuis 1957, le chef de l'exécutif local) et les attributions individuelles de ses membres, qui perdent leur titre de ministre. Une autre loi, datée du 30 décembre 1965, transfère la compétence de l'enseignement secondaire à l'État.
Sur le plan de la scène politique locale, il s'agit également des premières élections territoriales à se dérouler sans la présence sur le devant de la scène de Maurice Lenormand (même si ce dernier concerne une nette influence), ancien député et homme fort de l'Union calédonienne (le parti au pouvoir depuis 1952 et chantre de l'autonomie), forcé de se mettre en retrait à la suite de sa condamnation en 1964 à une période d'inéligibilité pour sa participation à une rixe à Nouméa. C'est donc son successeur à la députation, le mélanésien Rock Pidjot, qui est chargé de mener la majorité sortante lors de ce scrutin. Or, le « parti à la croix verte » bénéficie d'une importante popularité, nourrie justement par le contexte de forte reprise en main du Territoire par l'État alors que la population reste largement favorable à l'autonomie. Ainsi, Pidjot a largement été réélu, dès le premier tour, lors des législatives du 5 mars précédent (par 14 582 voix contre 8 558 à son principal adversaire, le gaulliste Georges Chatenay), et les municipales qui se déroulent dans 30 des 31 communes de l'archipel (toutes sauf Nouméa) le 7 mai voient l'UC remporter 20 d'entre elles. 
En revanche, l'opposition de droite locale, se réclamant essentiellement du général de Gaulle, ne semble pas réussir à capter la forte sympathie que les néo-calédoniens manifestent toujours à l'égard de ce dernier (ils ont en effet à une forte majorité opté pour celui-ci lors de la présidentielle de 1965 puisqu'il y obtient 60,28 % des suffrages exprimés dès le premier tour, pour une participation de 69,3 % des inscrits, tandis que sa visite, la première d'un président français dans le Territoire, le 3 septembre 1966 est accueillie avec un fort enthousiasme populaire). Elle souffre essentiellement de ses luttes intestines, étant traditionnellement divisées, tant pour des raisons idéologiques que de personnes, depuis le début des années 1960 (surtout depuis les législatives de 1964) entre trois principales forces : l'UNR de Georges Chatenay, le Rassemblement calédonien (Rascal, plutôt proche des Républicains indépendants et conservateurs libéraux) du sénateur Henri Lafleur et l'Action calédonienne (AC, fondée en 1964 par des dissidents de l'UNR et les membres du mouvement mélanésien d'inspiration protestante, l'Association des indigènes calédoniens et loyaltiens français AICLF de Doui Matayo Wetta qui fut un des fondateurs de l'UC avant de le quitter en 1960, rassemblés autour de la candidature du docteur Edmond Caillard aux législatives de 1967). Ils se retrouvent toutefois par leur opposition à une trop forte autonomie, qui pour eux est le premier pas vers une indépendance déguisée (qui est à l'époque encore rejetée de manière plutôt unanime par la population), et par une volonté d'arriver à terme à la départementalisation, et forment des listes communes d'« Entente » pour les élections territoriales.

## Organisation du scrutin
Le scrutin a lieu au suffrage universel direct, pour pourvoir pour un mandat de cinq ans à la proportionnelle de liste 35 sièges répartis en quatre circonscriptions : 
- sud (Nouméa, Dumbéa, Mont-Dore, île des Pins, Yaté) : 16 sièges, 5 listes dont 2 principales (UC et Entente) ;
- ouest (Bélep, Ouégoa, Koumac, Kaala-Gomen, Voh, Koné, Pouembout, Poya, Bourail, Moindou, La Foa, Farino, Sarraméa, Boulouparis, Païta) : sept sièges, 2 listes (UC et Entente) ;
- est (Pouébo, Hienghène, Touho, Poindimié, Ponerihouen, Houaïlou, Canala, Thio) : sept sièges, deux listes (UC et Entente) ;
- îles Loyauté (Maré, Lifou, Ouvéa) : cinq sièges, deux listes (UC et Entente).

## Résultats
- Union calédonienne (centre autonomiste, menée par le député PDM Rock Pidjot) : 55,5 %, 22 sièges
  - Sud : 8 élus (Rock Pidjot, Armand Ohlen, Evenor de Greslan, Max Frouin, Jean Lèques, Jean-Pierre Aïfa, Paul Griscelli, André Vacher)
  - Ouest : 5 élus (Georges Nagle, Arhan Boahoume, Gabriel Païta, Paul Napoarea, André Bressler)
  - Est : 5 élus (Théophile Wakolo Pouyé, Émile Wénou Néchero, Roland Caron, Similien Nahiet, Edmond Nebayes)
  - Îles : 4 élus (Yann Céléné Uregeï, Jean Wanapo, Jean Caba, Raof Jomessy)
- Entente (union de la droite locale anti-autonomiste, menée par le sénateur RI Henri Lafleur et le président de la fédération locale de l'UNR Georges Chatenay) : 26,9 %, 10 sièges
  - Sud : 5 élus (Henri Lafleur, Georges Chatenay, Édouard Pentecost, René Hénin, Claude Parazols)
  - Ouest : 2 élus (Jean-Pierre Le Marrec, Roger Pêne)
  - Est : 2 élus (Kiolet Néa Galet, Paul Malignon)
  - Îles : 1 élu (Léonard Waneissi)
- Calédonie nouvelle (Centre gauche autonomiste modéré, menée par Alain Bernut) : 2 élus 
  - Sud : 2 élus (Alain Bernut, Gérald Rousseau)
- Union des patentés et propriétaires fonciers (mouvement de droite conservateur et agrarien, mené par Roger Delaveuve) : 1 élu 
  - Sud : 1 élu (Roger Delaveuve)

## Conséquences
L'Union calédonienne renforce sa majorité qui passe de 18 sièges sur 30 à 22 élus sur 35. Elle domine désormais largement dans les quatre circonscriptions, même celle du Sud, et retrouve sa domination sans partage dans l'Est et les Îles que le départ de l'AICLF en 1960 avait légèrement déstabilisé. L'opposition, pourtant unie et malgré un scrutin qui aurait dû l'avantager (le Sud, où elle réalise ses plus forts scores, étant légèrement surreprésentée, avec un rapport siège/population supérieur à celui des autres circonscriptions), s'effondre, ne récoltant que 5 des 16 sièges du Sud et disparaissant pratiquement des Îles. Le 18 juillet, l'ancien sénateur et membre de l'UC Armand Ohlen est réélu à la présidence de l'Assemblée territoriale. Le nouveau conseil de gouvernement est élu le 25 juillet à la proportionnelle avec trois listes présentées : celle de l'UC menée par Pierre Gomez qui obtient quatre membres sur cinq au conseil, la liste Entente d'Arnold Daly qui en est son seul élu, et celle Calédonie nouvelle de Claude Fournier qui n'obtient aucun siège.